# Liste von Werken mit Bezug zum Bundesnachrichtendienst
Die Liste von Werken mit Bezug zum Bundesnachrichtendienst enthält monographische und  audiovisuelle  Veröffentlichungen im Zusammenhang mit dem Bundesnachrichtendienst (BND). Die Abschnitte sind chronologisch aufsteigend sortiert.

## Fachliteratur

### BND-eigene Veröffentlichungen (Auswahl)
- DDR. Spitzengliederung von Partei, Staat und sonstigen Institutionen. 1972
- DDR – Namen und Funktionen. 1. Aufl. 1982, 2. Aufl. 1985
- Illegale Migration. Konferenzband, Symposium am 28. Oktober 1999 in Pullach. Varus-Verlag, Bonn 1999, ISBN 978-3-928475-42-6
- Information Warfare. Konferenzband, Symposium am 2. November 2000 in Pullach. Varus-Verlag, Bonn 1999, ISBN 978-3-928475-46-4
- Top(f) secret. Die „Geheimrezepte“ des Bundesnachrichtendienstes. Varus-Verlag, Bonn 2002, ISBN 978-3-928475-60-0
- Der Auslandsnachrichtendienst Deutschlands. 2005, 2011, 2013, ohne ISBN
- 50 Jahre Bundesnachrichtendienst. 2006, teilweise auch englisch, französisch, polnisch, ohne ISBN

### Mitteilungen der Forschungs- und Arbeitsgruppe „Geschichte des BND“
Der BND richtete 2010 eine interne Forschungs- und Arbeitsgruppe „Geschichte des BND“ ein, die ab 2016 als „Historisches Büro“ innerhalb der Behörde arbeitete. Ihr Leiter Bodo Hechelhammer war der Herausgeber von neun Nummern der Mitteilungen der Forschungs- und Arbeitsgruppe „Geschichte des BND“ (MFGBND) und einer Sonderausgabe, die von 2011 bis 2016 erschienen. Im Vordergrund der Publikationen stand die Edition von Dokumenten. Nr. 9 war ein Gemeinschaftsprojekt der Historiker des tschechischen Auslandsgeheimdienstes Úřad pro zahraniční styky a informace (ÚZSI) und derer des BND. Die gemeinsame Geschichte der ehemals gegeneinander operierender Nachrichtendienste erschien 2016 in einer deutsch-tschechischen Ausgabe in Berlin und Prag.
- Nr. 1 Berlin-Krise 1958 und Schließung der Sektorengrenzen in Berlin am 13. August 1961 in den Akten des Bundesnachrichtendienstes, Berlin 2011, ISBN 978-3-943549-00-3, online
- Nr. 2 Walther Rauff und der Bundesnachrichtendienst, Berlin 2011, ISBN 978-3-943549-01-0, online
- Sonderausgabe Kassationen von Personalakten im Bestand des BND-Archivs, Berlin 2011, ISBN 978-3-943549-02-7, online
- Nr. 3 Der Bundesnachrichtendienst und die Kubakrise. Dokumente aus den Akten des BND, Berlin 2012, 2. aktualisierte Auflage Berlin 2015, ISBN 978-3-943549-11-9, online
- Nr. 4 Nachrichtendienstliche Begriffsbestimmungen der „Organisation Gehlen“ und des frühen Bundesnachrichtendienstes, Berlin 2012, ISBN 978-3-943549-03-4, online
- Nr. 5 Der Bundesnachrichtendienst und seine Sankt-Georgs-Medaille, Berlin 2012, ISBN 978-3-943549-07-2, online
- Nr. 6 Dokumente der „Organisation Gehlen“ zum Volksaufstand am 17. Juni 1953, Berlin 2013, ISBN 978-3-943549-08-9, online
- Nr. 7 „Jedenfalls kommt der BND ganz groß raus…“. Der Bundesnachrichtendienst und das Filmprojekt Mr. Dynamit, Berlin 2014, ISBN 978-3-943549-07-2, online
- Nr. 8 25 Jahre Mauerfall. Dokumente aus den Akten des BND, Berlin 2014, ISBN 978-3-943549-10-2, online
- Nr. 9 Der Bundesnachrichtendienst und der "Prager Frühling" 1968. Spolková zpravodajská služba a pražské jaro 1968, Berlin 2016, ISBN 978-3-943549-12-6, online

### Veröffentlichungen der Unabhängigen Historikerkommission
2011 berief der BND eine Unabhängige Historikerkommission (UHK), um die Geschichte des BND, seiner Vorläuferorganisationen sowie seines Personal- und Wirkungsprofils von 1945 bis 1968 und des Umgangs mit dieser Vergangenheit aufzuarbeiten. In der Reihe Veröffentlichungen der Unabhängigen Historikerkommission zur Erforschung der Geschichte des Bundesnachrichtendienstes 1945–1968 sind bis 2015 fünfzehn Bände erschienen. Sie wurde herausgegeben von Jost Dülffer, Klaus-Dietmar Henke, Wolfgang Krieger und Rolf-Dieter Müller. Inhaltsbeschreibungen waren auf der Webpräsenz des Kommission erschienen.
- Band 1: Christoph Rass: Das Sozialprofil des Bundesnachrichtendienstes: von den Anfängen bis 1968. Ch. Links Verlag, Berlin 2016, ISBN 978-3-86153-920-9.
- Band 2: Gerhard Sälter: Phantome des Kalten Krieges: die Organisation Gehlen und die Wiederbelebung des Gestapo-Feindbildes „Rote Kapelle“. Ch. Links Verlag, Berlin 2016, ISBN 978-3-86153-921-6.
- Band 3: Ronny Heidenreich, Daniela Münkel, Elke Stadelmann-Wenz: Geheimdienstkrieg in Deutschland: die Konfrontation von DDR-Staatssicherheit und Organisation Gehlen 1953. Ch. Links Verlag, Berlin 2016, ISBN 978-3-86153-922-3.
- Band 4: Sabrina Nowack: Sicherheitsrisiko NS-Belastung: Personalüberprüfungen im Bundesnachrichtendienst in den 1960er Jahren. Ch. Links Verlag, Berlin 2016, ISBN 978-3-86153-923-0 (zugleich Dissertation).
- Band 5: Armin Müller: Wellenkrieg – Agentenfunk und Funkaufklärung des Bundesnachrichtendienstes 1945–1968. Ch. Links Verlag, Berlin 2017, ISBN 978-3-86153-947-6.
- Band 6: Agilolf Keßelring: Die Organisation Gehlen und die Neuformierung des Militärs in der Bundesrepublik. Ch. Links Verlag, Berlin 2017, ISBN 978-3-86153-967-4.
- Band 7: Rolf-Dieter Müller: Reinhard Gehlen: Geheimdienstchef im Hintergrund der Bonner Republik: die Biografie. Ch. Links Verlag, Berlin 2017, ISBN 978-3-86153-966-7 (Zwei Teilbände).
- Band 8: Jost Dülffer: Geheimdienst in der Krise – Der BND in den 1960er Jahren. Ch. Links Verlag, Berlin 2018, ISBN 978-3-96289-005-6.
- Band 9: Thomas Wolf: Die Entstehung des BND. Aufbau, Finanzierung, Kontrolle. Ch. Links Verlag, Berlin 2018, ISBN 978-3-96289-022-3.
- Band 10: Armin Müller: Wellenkrieg – Agentenfunk und Funkaufklärung des Bundesnachrichtendienstes 1945–1968. Ch. Links Verlag, Berlin 2017, ISBN 978-3-86153-947-6.
- Band 11: Ronny Heidenreich: Die DDR-Spionage des BND – Von den Anfängen bis zum Mauerbau. Ch. Links Verlag, Berlin 2019, ISBN 978-3-96289-024-7.
- Band 12: Wolfgang Krieger: Partnerdienste: die Beziehungen des BND zu den westlichen Geheimdiensten 1946–1968. Ch. Links Verlag, Berlin 2022, ISBN 978-3-96289-088-9.
- Band 13: Wolfgang Krieger: Die Auslandsaufklärung des BND: Operationen, Analysen, Netzwerke. Ch. Links Verlag, Berlin 2022, ISBN 978-3-96289-118-3.
- Band 14: Klaus-Dietmar Henke: Geheime Dienste. Die politische Inlandsspionage des BND in der Ära Adenauer. Ch. Links Verlag, Berlin 2022, ISBN 978-3-96289-157-2.
- Band 15: Gerhard Sälter: NS-Kontinuitäten im BND: Rekrutierung, Diskurse, Vernetzungen. Ch. Links Verlag, Berlin 2022, ISBN 978-3-96289-131-2.

Die UHK hat zudem fünf Studien im Selbstverlag veröffentlicht:
- Band 1: Ronny Heidenreich: Die Organisation Gehlen und der Volksaufstand am 17. Juni 1953. Unabhängige Historikerkommission, Marburg 2013 (archive.org [PDF]).
- Band 2: Unabhängige Historikerkommission (Hrsg.): Die Geschichte der Organisation Gehlen und des BND 1945-1968: Umrisse und Einblicke. Dokumentation der Tagung am 2. Dezember 2013. Unabhängige Historikerkommission, Marburg 2014 (archive.org [PDF]).
- Band 3: Agilolf Keßelring: Die Organisation Gehlen und die Verteidigung Westdeutschlands. Alte Elitedivisionen und neue Militärstrukturen, 1949–1953. Unabhängige Historikerkommission, Marburg 2014 (archive.org [PDF]).
- Band 4: Andreas Hilger, Armin Müller: „Das ist kein Gerücht, sondern echt“. Der BND und der „Prager Frühling“ 1968. Unabhängige Historikerkommission, Marburg 2014 (archive.org [PDF]).
- Band 5: Jost Dülffer: Pullach intern: innenpolitischer Umbruch, Geschichtspolitik des BND und „Der Spiegel“, 1969–1972. Unabhängige Historikerkommission, Marburg 2015 (archive.org [PDF]).

### Schrifttum der DDR
- Julius Mader: Die graue Hand. Eine Abrechnung mit dem Bonner Geheimdienst. Kongreß-Verlag, Ost-Berlin 1960.
- Julius Mader, Albrecht Charisius: Nicht länger geheim: Entwicklung, System und Arbeitsweise des imperialistischen deutschen Geheimdienstes. Deutscher Militärverlag, Ost-Berlin 1969 (überarbeitet: 2. Aufl. 1975, 3. Auflage 1978,  4. Aufl. 1980).

### Überblicke und Einzeldarstellungen
- Hermann Zolling, Heinz Höhne: Pullach intern – General Gehlen und die Geschichte die Bundesnachrichtendienstes. Verlag Hoffmann und Campe, Hamburg 1971, ISBN 3-455-08760-4.
- Erich Schmidt-Eenboom: Der BND – die unheimliche Macht im Staate: Schnüffler ohne Nase. Econ Verlag, Düsseldorf/Wien/New York/Moskau 1993, ISBN 3-430-18004-X.
- Erich Schmidt-Eenboom: Der Schattenkrieger: Klaus Kinkel und der BND. Econ, Düsseldorf 1995, ISBN 978-3-430-18014-6.
- Udo Ulfkotte: Verschlußsache BND. 3. Auflage. Koehler und Amelang, München, Berlin 1997, ISBN 978-3-7338-0214-1.
- Erich Schmidt-Eenboom: Undercover – wie der BND die deutschen Medien steuert. Verlag Droemer Knaur, München 1999, ISBN 3-426-77464-X.
- Peter F. Müller, Michael Mueller: Gegen Freund und Feind – der BND, geheime Politik und schmutzige Geschäfte. 1. Auflage. Rowohlt, Reinbek bei Hamburg 2002, ISBN 3-498-04481-8.
- Erich Schmidt-Eenboom, Rudolf Lambrecht: BND – Der deutsche Geheimdienst im Nahen Osten. Herbig, München 2006, ISBN 3-7766-8010-5.
- Eric Gujer: Kampf an neuen Fronten : wie sich der BND dem Terrorismus stellt. Campus-Verlag, Frankfurt am Main, New York 2006, ISBN 978-3-593-37785-8.
- Armin Wagner und Matthias Uhl. Hrsg. vom Militärgeschichtlichen Forschungsamt: BND contra Sowjetarmee – westdeutsche Militärspionage in der DDR. Verlag Ch. Links, Berlin 2007, ISBN 978-3-86153-461-7.
- Gotthold Schramm: Die BND-Zentrale in Berlin: Beobachtungen. edition ost, Berlin 2012, ISBN 978-3-360-01835-9.
- Bodo Hechelhammer und Susanne Meinl: Geheimobjekt Pullach. Von der NS-Mustersiedlung zur Zentrale des BND. Ch. Links Verlag, Berlin 2014, ISBN 978-3-86153-792-2.
- Hans-Hermann Hertle, Hans-Wilhelm Saure: Ausgelacht: DDR-Witze aus den Geheimakten des BND. Ch. Links Verlag, Berlin 2015, ISBN 978-3-86153-844-8.
- Christoph Franceschini, Thomas Wegener Friis, Erich Schmidt-Eenboom: Spionage unter Freunden: Partnerdienstbeziehungen und Westaufklärung der Organisation Gehlen und des BND. Ch. Links Verlag, Berlin 2017, ISBN 978-3-86153-946-9.
- Klaus-Peter Ricke: Waffenhandel, Proliferation und die Rolle des Bundesnachrichtendienstes. Selbstverlag, Frechen 2018, ISBN 978-3-00-058971-3.
- Klaus-Dietmar Henke: Adenauers Watergate: Die Geheimoperation des BND gegen die SPD-Spitze. Ch. Links, Berlin 2023, ISBN 978-3-96289-199-2 (Zusammenfassung von Henkes Werk Geheime Dienste (Band 14 der Veröffentlichungen der Unabhängigen Historikerkommission)).

### Rechtswissenschaftliche Literatur
- Niclas-Frederic Weisser: Die Entwicklung des Bundesnachrichtendienstes : historische Einflüsse, Grundlagen und Grenzen seiner Kompetenzen. Sierke, Göttingen 2014, ISBN 978-3-86844-574-9.
- Christian Hadan: Die strategische Fernmeldeüberwachung des Bundesnachrichtendienstes – Grundlagen, historischer Rechtsrahmen und Grundrechtsrelevanz der (rein auslandsbezogenen) Fernmeldeüberwachung. Hamburg 2018 (Volltext-PDF – Dissertation).
- Dominic Hörauf: Die demokratische Kontrolle des Bundesnachrichtendienstes – Ein Rechtsvergleich vor und nach 9/11. Verlag Dr. Kovač, Hamburg 2018, ISBN 978-3-8300-5729-1.
- Markus Löffelmann; Mark Alexander Zöller: Nachrichtendienstrecht (= Kompendien für Studium, Fortbildung und Praxis). 1. Auflage. Nomos Verlag, Baden-Baden 2022, ISBN 978-3-8487-6723-6, doi:10.5771/9783748908456.
- Jannis Vogt: Strategische Auslandstelekommunikationsüberwachung durch den Bundesnachrichtendienst (= Schriften zum Öffentlichen Recht. Band 1492). Dunckler & Humblot, Berlin 2023, ISBN 978-3-428-18664-8, doi:10.3790/978-3-428-58664-6.

## Autobiographien und Erfahrungsberichte
- Reinhard Gehlen: Der Dienst – Erinnerungen 1942–1971. v. Hase & Koehler Verlag, Mainz, Wiesbaden 1971, ISBN 3-920324-01-3 (Memoiren des ersten BND-Präsidenten).
- Heinz Felfe: Im Dienst des Gegners: 10 Jahre Moskaus Mann im BND. Rasch und Röhring, Hamburg, Zürich 1986, ISBN 978-3-89136-059-0 (Autobiografie eines Doppelagenten).
- Waldemar Markwardt: Erlebter BND – Kritisches Plädoyer eines Insiders. Anita Tykve Verlag, Berlin 1996, ISBN 978-3-925434-87-7.
- Gabriele Gast: Kundschafterin des Friedens. Eichborn, Frankfurt am Main 1999, ISBN 978-3-8218-0522-1 (Autobiografie einer Doppelagentin).
- Norbert Juretzko mit Wilhelm Dietl: Bedingt dienstbereit – im Herzen des BND – die Abrechnung eines Aussteigers. Ullstein Verlag, Berlin 2005, ISBN 3-548-36795-X.
- Norbert Juretzko, Wilhelm Dietl: Im Visier – Ein Ex-Agent enthüllt die Machenschaften des BND. Heyne Verlag, München 2006, ISBN 3-453-12037-X.
- Wilhelm Dietl. Deckname Dali – Ein BND-Agent packt aus. Eichborn Verlag, Frankfurt am Main 2007, ISBN 978-3-8218-5670-4.
- Helmut Erhardt: Afrika begann in Pullach – für den BND auf dem Schwarzen Kontinent – 1958 bis 2000. Verlag Ed. Leyhausen, Schwetzingen 2009, ISBN 978-3-00-028558-5.
- Helmut Erhardt: Für den BND in Afrika: Episoden 1958 bis 2009. Books on Demand 2012, ISBN 978-3-8448-9421-9.
- Gerhard Schindler: Wer hat Angst vorm BND? Warum wir mehr Mut beim Kampf gegen die Bedrohungen unseres Landes brauchen. Eine Streitschrift. Econ, Berlin 2020, ISBN 978-3-430-21038-6.
- Gerhard Conrad: Keine Lizenz zum Töten. 30 Jahre als BND-Mann und Geheimdiplomat. Econ, Berlin 2022, ISBN 978-3-430-21079-9.
- Corinna von Bassewitz: Das Geheimnis meines Vaters. Der BND, meine Familie und ich. Hirzel, Stuttgart 2023, ISBN 978-3-7776-3011-3.

## Bildbände
- Martin Schlüter: Nachts schlafen die Spione – Letzte Ansichten des BND in Pullach. Sieveking, München 2014. ISBN 978-3-944874-03-6
- Andreas Magdanz: BND – Standort Pullach. DuMont Buchverlag, Köln 2006. ISBN 3-8321-7680-2

## Romane
- Carl Maria Ehrlicher: Das Tor der Tränen. Salon Literaturverlag, München 2022, ISBN 978-3-947404-33-9 (Unter Pseudonym veröffentlichter Roman eines langjährigen BND-Mitarbeiters).
- Corinna von Bassewitz: Das Geheimnis meines Vaters. Der BND, meine Familie und ich. S. Hirzel Verlag, Stuttgart 2023, ISBN 978-3-7776-3011-3 (Autobiografischer Roman der Tochter eines BND-Mitarbeiters).

## Audiovisuelle Dokumentationen und Reportagen
- Christine Rütten: Nazis im BND – Neuer Dienst und alte Kameraden auf YouTube (2013)
- Lew Hohmann: DDR-Witze und der BND (2018). (Archive.org-Video – 44:37 min.) In: MDR / RBB. Internet Archive, 17. Oktober 2020.
- follow me.reports: Die geheime Ausbildung des BND - So wird man Agent auf YouTube, 2020 (Laufzeit: 15:09 min).
- tagesschau: Bundesverfassungsgericht: BND-Überwachung im Ausland verfassungswidrig auf YouTube, 19. Mai 2020 (Laufzeit: 7:47 min).
- ZDFinfo Dokus & Reportagen: Streng geheim! Cryptoleaks. Die große BND und CIA Spionage auf YouTube, 29. August 2020 (Laufzeit: 59:02 min).
- Monitor: Neues BND-Gesetz: Freibrief zur Überwachung? auf YouTube, 9. November 2020 (Laufzeit: 9:28 min).
- Galileo: Inside Geheimdienst: Wie funktioniert der deutsche BND? auf YouTube, 25. November 2020 (Laufzeit: 20:15 min).
- Tom Fugmann: Der geheime Kalte Krieg – wie der BND die DDR ausspionierte, MDR, 29:23 Min.[2]
- ZDFinfo Dokus & Reportagen: Ex-Nazis als Spione: Die Gründung des Bundesnachrichtendienstes auf YouTube, 12. Februar 2022 (Laufzeit: 43:51 min).
- Christine Rütten: Mörder bevorzugt – Wie der BND NS-Verbrecher rekrutierte, Geschichte im Ersten, 44 Minuten
- Dark Matters – Geheimnisse der Geheimdienste. In: ARD Audiothek. SWR3 und rbb24 Inforadio, 10. März 2023 (Unter anderem Folge Hintergrund: Wie arbeitet der Bundesnachrichtendienst (Audio)).
- Peter F. Müller, Michael Mueller: Geheimnisse des BND – Die Schattenwelt der Spione (Terra X History) in der ZDF-Mediathek. Video (45 Min.), abrufbar bis 12. August 2028
- Christian Bergmann, Tom Fugmann: BND gegen Stasi – Deutsche Geheimdienste und Diplomaten in Chile '73 (mdr Fakt, 36 Min.)[3]
- Job Secret – Der offizielle BND-Podcast. Bundesnachrichtendienst, 23. Januar 2025.
- Fidelius Schmid, Sandrea Sperber: Leck beim Bundesnachrichtendienst: Russlands Maulwurf. In: spiegel.de. 6. Februar 2025 (Audio-Podcast „Firewall“).

## Spielfilme und Fernsehserien
- Mister Dynamit – Morgen küßt Euch der Tod. Bundesrepublik/Italien/Spanien 1967, Regie Franz Josef Gottlieb, mit Lex Barker als BND-Agent Bob Urban/Mr. Dynamit
- Das Geheimnis der Anden. Fünfteilige Fernsehserie, DDR 1972, Regie: Rudi Kurz, mit Horst Schulze als Regierungsrat im BND Dr. Jansen.
- Radiokiller. Fernsehen der DDR 1980, Regie Wolfgang Luderer, mit Erik S. Klein als Hauptmann im MfS Schalker und Gojko Mitić als BND-Agent Vogel.
- Feuerdrachen. Fernsehen der DDR 1981, Regie Peter Hagen, mit Rolf Hoppe als BND-Agent Solka.
- Who Am I – Kein System ist sicher, 2014
- Deutschland, 2015–2020
- Kundschafter des Friedens, 2017
- Das Ende der Wahrheit, 2019
- Curveball – Wir machen die Wahrheit, 2020, Regie: Johannes Naber, mit Sebastian Blomberg
- Bonn – Alte Freunde, neue Feinde, 2023, Fernsehserie, Regie: Claudia Garde